# Eysenhardtia officinalis
Eysenhardtia officinalis là một loài thực vật có hoa trong họ Đậu. Loài này được R. Cruz D. & M. Sousa mô tả khoa học đầu tiên năm 2005.